# Alegeri legislative în Rusia, 1990
În RSFS Rusă, s-au organizat alegeri legislative pe 4 martie 1990. Aceasta a fost prima alegere parlamentară relativ liberă în Rusia din 1917. Un total de 1068 de deputați au fost aleși la Congresul Deputaților Poporului din RSFSR pentru un mandat de cinci ani, 86% dintre ei din Partidul Comunist, restul au fost non-partizani. Altor partide decât PCUS nu le-a fost permis să participe în mod oficial la alegeri, cu toate acestea alegerile au fost competitive și Mișcarea Democrată din Rusia, o organizație ce reunea mai multe grupuri politice de opoziție, a câștigat aproximativ 190 de locuri. Congresul ales și-a început prima sa sesiune pe 16 mai. Printre deputații aleși din PCUS a fost Boris Elțin, care a fost apoi ales de către Congres în funcția de președinte al Prezidiului Sovietului Suprem al RSFSR, devenind efectiv liderul acestei republici federale a Uniunii Sovietice. Ulterior, mulți membri ai PCUS, inclusiv Elțin, au demisionat din PCUS. PCUS a fost interzis temporar de Elțin în august 1991, iar partidul s-a prăbușt complet până în luna decembrie a aceluiași an. 
Aceasta a fost primul și singurul scrutin liber pentru Congresul Deputaților Poporului. Congresul a fost dizolvat de Elțin în timpul crizei constituționale din Rusia din octombrie 1993 și înlocuit cu Adunarea Federală a Rusiei.